# Tiranni di Siracusa

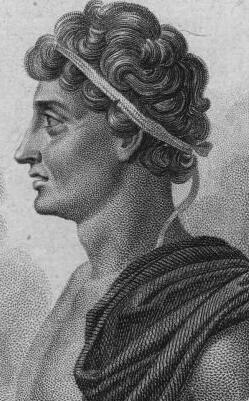
Ritratto del primo tiranno, Gelone

Durante tutta la sua storia come città indipendente, Siracusa (in greco antico: Συρακοῦσαι?, Syrakousai; antica città-stato siceliota, situata sulla costa orientale della Sicilia, fondata dai coloni di Corinto nel 734 o 733 a.C.) venne governata prima dai Gamoroi e poi dai Cilliri, fino alla loro cacciata in seguito alla conquista di Gelone, tiranno di Gela, che instaurò così nella città la tirannide; Siracusa, dal 485 a.C. al 212 a.C., vide così una successione di tiranni, con solo brevi periodi di democrazia e oligarchia. 
Quello che segue è un elenco di tutti i tiranni di Siracusa, dall'inizio della tirannide fino alla dominazione romana: la città fu conquistata dai Romani nel 212 a.C., i quali posero fine alla sua indipendenza e ne fecero la sede del proprio dominio in Sicilia. 
Mentre l'antico poeta greco Pindaro nelle sue odi si rivolge ai Dinomenidi come re (basileus), non è chiaro se questo titolo, o qualsiasi altro, sia stato ufficialmente utilizzato da uno dei tiranni finché Agatocle non lo adottò nel 304 a.C.

## V secolo a.C.
Dinomenidi 
| Ritratto | Nome italiano, greco    | Nascita  | Morte    | Tirannia | Tirannia | Altri titoli                               | Note |
| Ritratto | Nome italiano, greco    | Nascita  | Morte    | Dal      | Al       | Altri titoli                               | Note |
| -------- | ----------------------- | -------- | -------- | -------- | -------- | ------------------------------------------ | --- |
|          | Gelone I (Γέλων Α΄)     | 540 a.C. | 478 a.C. | 485 a.C. | 478 a.C. | Tiranno di Gela (dal 491 a.C. al 485 a.C.) | Figlio di Dinomene il Vecchio tiranno di Gela, fu il primo tiranno di Siracusa. Sotto il suo dominio la città ebbe la più grande flotta del Mediterraneo ed intraprese rapporti diplomatici con le più grandi póleis del mondo antico greco, come Sparta e Atene. |
|          | Gerone I ( Ἱέρων Α΄)    | ?        | 466 a.C. | 478 a.C. | 466 a.C. | Tiranno di Gela (dal 485 a.C. al 478 a.C.) | Fratello di Gelone. Grande mecenate, portò alla sua corte alcuni tra i più grandi poeti del tempo (Pindaro, Bacchilide, Eschilo). Tra le sue battaglie va ricordata la battaglia di Cuma, che arrestò il predominio degli Etruschi sulla Campania.                |
|          | Trasibulo (Θρασύβουλος) | ?        | ?        | 466 a.C. | 465 a.C. |                                            | Fratello di Gelone e Ierone. I siracusani gli si ribellarono e lo esiliarono a Locri Epizefiri, instaurando la democrazia e ponendo fine alla Prima Tirannide della città.                                                                                        |

 Dionisii 
| Ritratto | Nome italiano, greco                 | Nascita  | Morte    | Tirannia | Tirannia | Altri titoli       | Note |
| Ritratto | Nome italiano, greco                 | Nascita  | Morte    | Dal      | Al       | Altri titoli       | Note |
| -------- | ------------------------------------ | -------- | -------- | -------- | -------- | ------------------ | --- |
|          | Dionisio I il Vecchio (Διονύσιος A΄) | 430 a.C. | 367 a.C. | 405 a.C. | 367 a.C. | Arconte di Sicilia | Tiranno crudele e intelligente, sottomise al suo volere non solo quasi l'intera Sicilia, ma anche parte della Magna Grecia. Fondò colonie nell'Adriatico e inventò la catapulta, il quadrireme, e il quinquereme. |

## IV secolo a.C.
Dionisii 
| Ritratto | Nome italiano, greco                  | Nascita  | Morte         | Tirannia          | Tirannia          | Altri titoli                                          | Note |
| Ritratto | Nome italiano, greco                  | Nascita  | Morte         | Dal               | Al                | Altri titoli                                          | Note |
| -------- | ------------------------------------- | -------- | ------------- | ----------------- | ----------------- | ----------------------------------------------------- | --- |
|          | Dionisio II il Giovane (Διονύσιος Β΄) | 397 a.C. | post 343 a.C. | 367 a.C. 347 a.C. | 357 a.C. 344 a.C. | Tiranno di Locri Epizefiri (dal 357 a.C. al 347 a.C.) | Figlio di Dionisio I, venne inizialmente esiliato a Locri Epizefiri, ma, tornato per riconquistare Siracusa, venne infine nuovamente esiliato, stavolta a Corinto.                                                      |
|          | Apollocrate (Ἀπολλοκράτης)            | ?        | ?             | 347 a.C.          | 347 a.C.          |                                                       | Figlio di Dionisio II, venne rifiutato dal popolo per la sua crudeltà e sconfitto da Dione |
|          | Dione (Δίων)                          | 408 a.C. | 354 a.C.      | 357 a.C.          | 354 a.C.          |                                                       | Cognato di Dionisio I e zio adottivo di Dioniso II. Discepolo di Platone, organizzò una guerra contro il nipote dopo che questi lo aveva esiliato dalla città. Fu alla fine assassinato dal generale ateniese Callippo. |

 Non dinastico 
| Ritratto | Nome italiano, greco | Nascita | Morte | Tirannia | Tirannia | Altri titoli | Note |
| Ritratto | Nome italiano, greco | Nascita | Morte | Dal      | Al       | Altri titoli | Note |
| -------- | -------------------- | ------- | ----- | -------- | -------- | ------------ | --- |
|          | Callippo (Κάλλιππος) | ?       | ?     | 354 a.C. | 353 a.C. |              | Generale ateniese e discepolo di Platone, spodestò e uccise Dione. Venne a sua volta spodestato da Ipparino, figlio di Dionisio I. |

 Dionisii 
| Ritratto | Nome italiano, greco | Nascita | Morte    | Tirannia | Tirannia | Altri titoli | Note |
| Ritratto | Nome italiano, greco | Nascita | Morte    | Dal      | Al       | Altri titoli | Note |
| -------- | -------------------- | ------- | -------- | -------- | -------- | ------------ | --- |
|          | Ipparino (Ἰππαρῖνος) | ?       | 351 a.C. | 353 a.C. | 351 a.C. |              | Figlio di Dionisio I, restaurò il dominio della sua famiglia spodestando Callippo, ma venne a sua volta deposto e assassinato per la sua crudeltà. |
|          | Niseo (Νυσαῖος)      | ?       | ?        | 351 a.C. | 347 a.C. |              | Figlio di Dionisio I, venne esiliato quando Dionisio II riprese il potere di Siracusa.                                                             |

 Non dinastico 
| Ritratto | Nome italiano, greco | Nascita  | Morte    | Tirannia | Tirannia | Altri titoli                                   | Note |
| Ritratto | Nome italiano, greco | Nascita  | Morte    | Dal      | Al       | Altri titoli                                   | Note |
| -------- | -------------------- | -------- | -------- | -------- | -------- | ---------------------------------------------- | --- |
|          | Agatocle (Ἀγαθοκλῆς) | 361 a.C. | 289 a.C. | 316 a.C. | 289 a.C. | Basileus di Sicilia (dal 307 a.C. al 289 a.C.) | Crudele e intelligente quanto Dionisio I, fu paragonato a lui anche per le sue valorose vittorie e conquiste. Fu il primo dei tiranni a fregiarsi del titolo di basileus. Alla morte designò come suo erede il popolo di Siracusa, dando inizio a una nuova democrazia. |

## III secolo a.C.
Interregno 
| Ritratto | Nome italiano, greco     | Nascita  | Morte         | Tirannia | Tirannia | Altri titoli                                              | Note |
| Ritratto | Nome italiano, greco     | Nascita  | Morte         | Dal      | Al       | Altri titoli                                              | Note |
| -------- | ------------------------ | -------- | ------------- | -------- | -------- | --------------------------------------------------------- | --- |
|          | Iceta ( Ἱκέτας)          | ?        | ?             | 288 a.C. | 279 a.C. |                                                           | Restaurò nuovamente la tirannide e dichiarò guerra ad Agrigento (Akragas), ma venne sconfitto dai cartaginesi ed esiliato. |
|          | Tinione (Θινιὸν)         | ?        | 276 a.C.      | 279 a.C. | 277 a.C. |                                                           | Fu tiranno dividendo il potere con Sosistrato, ma per brame di potere fecero scoppiare una guerra civile. Chiese l'aiuto di Pirro, re dell'Epiro, ma quando questi volle condurre l'esercito siciliano ad assediare Cartagine, Tinione si oppose e venne assassinato. |
|          | Sosistrato (Σωσίστρατος) | ?        | post 276 a.C. | 279 a.C. | 277 a.C. | Tiranno di Agrigento (dal 279 a.C. al 277 a.C.)           | Fu tiranno dividendo il potere con Tinione, ma per brame di potere fecero scoppiare una guerra civile. Come Tinione, si oppose a Pirro, e per questo condannato a morte, riuscendo però a fuggire. Nel 277 a.C. tutta la Sicilia fu conquistata da Pirro, ma la dovette abbandonare appena un anno dopo. A Siracusa si instaurò la repubblica. |
|          | Pirro (Πύρρος)           | 318 a.C. | 272 a.C.      | 278 a.C. | 277 a.C. | Re dell'Epiro (dal 306 al 300 a.C. e dal 298 al 272 a.C.) | Era legato a Siracusa tramite il matrimonio con la figlia di Agatocle: Lanassa, dalla quale ebbe un figlio che i Siracusani reclamarono come re al suo posto: Alessandro II. Pirro fu chiamato in Sicilia a causa delle discordie interne che seguirono alla morte di Agatocle e del pericolo di una guerra esterna contro Cartagine. Dopo aver preso il titolo del suocero, ovvero Basileus di Sicilia, fu costretto ad abbandonare la polis e a non farvi più ritorno. |

 Geronidi 
| Ritratto | Nome italiano, greco     | Nascita      | Morte    | Tirannia | Tirannia | Altri titoli | Note |
| Ritratto | Nome italiano, greco     | Nascita      | Morte    | Dal      | Al       | Altri titoli | Note |
| -------- | ------------------------ | ------------ | -------- | -------- | -------- | ------------ | --- |
|          | Gerone II ( Ἱέρων Β΄)    | 308 a.C. ca. | 215 a.C. | 270 a.C. | 215 a.C. |              | Diede nuovo splendore a Siracusa e il suo regno fu il più duraturo di tutti (54 anni). Stipulò la pace con Roma e sostenne le invenzioni di Archimede, soprattutto a difesa della città.                                                             |
|          | Gelone II (Γέλων Β΄)     | 266 a.C.     | 216 a.C. | 240 a.C. | 216 a.C. |              | Figlio di Gerone II, regnò sotto la guida del padre, nel suo stesso periodo. |
|          | Geronimo (῾Ιερώνυμος)    | 231 a.C.     | 214 a.C. | 215 a.C. | 214 a.C. |              | Figlio di Gelone II, ruppe l'alleanza decennale stipulata da suo nonno, Gerone II, dichiarando guerra a Roma, e si alleò con Cartagine. Mentre preparava la guerra venne assassinato in una congiura.                                                |
|          | Adranodoro (Ἀδρανόδωρος) | ?            | 214 a.C. | 214 a.C. | 214 a.C. |              | Genero di Gerone II. Dopo la morte di Geronimo, preferì nominarsi generale piuttosto che tiranno. Portò avanti la politica filo-cartaginese in città, e per questo si dice venne ucciso da una congiura organizzata dai siracusani anti-cartaginesi. |

 Non dinastico 
| Ritratto | Nome italiano, greco   | Nascita | Morte    | Tirannia | Tirannia | Altri titoli | Note |
| Ritratto | Nome italiano, greco   | Nascita | Morte    | Dal      | Al       | Altri titoli | Note |
| -------- | ---------------------- | ------- | -------- | -------- | -------- | ------------ | --- |
|          | Ippocrate (Ἱπποκράτης) | ?       | 212 a.C. | 214 a.C. | 212 a.C. |              | Insieme al fratello Epicide, prese il potere della città e la guidò durante l'assedio del generale romano Marco Claudio Marcello. Per oltre due anni la città venne assediata dall'esercito romano e, quando i Romani riuscirono a entrare, Ippocrate ed Epicide, sconfitti, fuggirono ma morirono per una pestilenza.   |
|          | Epicide (Ἐπικύδης)     | ?       | 210 a.C. | 214 a.C. | 212 a.C. |              | Insieme al fratello Ippocrate, prese il potere della città e la guidò durante l'assedio del generale romano Marco Claudio Marcello. Per oltre due anni la città venne assediata dall'esercito romano e, quando i romani riuscirono a entrare, Ippocrate ed Epicide, sconfitti, fuggirono ma morirono per una pestilenza. |

 Conquista romana: fine dell'indipendenza della Sicilia 
Dal 212 a.C., Siracusa fu conquistata dalla Repubblica romana, che pose fine al Regno siceliota, ed il suo destino fu associato a quello dei Romani.